# Reinhold Grimm
Reinhold Grimm (* 5. Mai 1931 in Nürnberg; † 5. März 2009 in Riverside (Kalifornien)) war ein deutscher Germanist.

## Leben
Er studierte Germanistik an der Universität Erlangen und außerdem ein Jahr lang als Fulbright-Student an der University of Colorado Boulder. Er lehrte an den Universitäten Erlangen und Frankfurt. Dann wanderte er zunächst als Gastprofessor an der Columbia University in die USA aus und nahm 1967 eine Alexander-Hohlfeld-Professur für Germanistik an der University of Wisconsin–Madison an. Dort war er 1979–90 Herausgeber der Fachzeitschrift "Monatshefte". 1990 nahm er eine Distinguished Professor-Stelle an der University of California, Riverside an, wo er bis zu seiner Pensionierung im Jahr 2003 lehrte.